# Marina Fernández Moreno
Marina Fernández Moreno (Sabadell, 9 de maig de 1992) és una exgimnasta rítmica catalana que va pertànyer a la selecció de gimnàstica rítmica d'Espanya des de 2009, primer com a individual i després com a membre del conjunt, amb el qual va aconseguir diverses medalles en proves de la Copa del Món entre d'altres competicions, integrant així la generació de gimnastes coneguda com l'Equipaso. Actualment pertany a l'equip de cheerleaders oficials del Futbol Club Barcelona, conegut com a Dream Cheers, i estudia Dret a la Universitat Autònoma de Barcelona.

## Biografia esportiva
Es va iniciar al món de la gimnàstica rítmica als 6 anys, i ser als 11 quan va entrar a formar part de la selecció catalana al Centre d'Alt Rendiment de Sant Cugat del Vallés. En la seva etapa com a gimnasta individual va estar entrenada per Iratxe Aurrekoetxea, aconseguint el podi en el Campionat d'Espanya durant 8 anys consecutius.
El 2009 va passar a la selecció nacional de gimnàstica rítmica d'Espanya individual. En aquesta modalitat va representar Espanya en diferents competicions internacionals, com el Campionat d'Europa celebrat a Bakú (2009), o els Campionats del Món de Mie (2009) i Moscou (2010). L'octubre de 2011, Marina es va traslladar a Madrid i va passar a integrar, primer com a gimnasta suplent, el conjunt espanyol sènior sota les ordres de Sara Bayón i Anna Baranova. Seria en 2013 quan va començar a ser titular amb el conjunt, encara que ho seria únicament en l'exercici de 3 pilotes i 2 cintes. Aquest any el conjunt va estrenar nous muntatges tant per a l'exercici de 10 maces com per al mixt. El primer emprava com a música «A cegues» de Miguel Poveda, i el segon els temes «Still», «Big Palooka» i «Jive and Jump» de The Jive Aces. Marina va debutar amb l'equip en el Grand Prix de Thiais, on el combinat espanyol va ser bronze en la general, plata en la final de 10 maces i 4º en la de 3 pilotes i 2 cintes. En aquell moment el conjunt estava format a més per Loreto Achaerandio (encara que com a suplent, i a partir de Thiais, no convocada), Sandra Aguilar, Artemi Gavezou, Elena López (llavors lesionada i no convocada), Lourdes Mohedano, Alejandra Quereda (capitana) i Lidia Rodó. A l'abril d'aquest any, en la prova de la Copa del Món disputada a Lisboa, el conjunt va ser medalla d'or en la general i medalla de bronze en 3 pilotes i 2 cintes. Posteriorment van ser medalla de plata en 10 maces en la prova de la Copa del Món de Sofia i bronze en el concurs general en la prova de la Copa del Món de Sant Petersburg.
Marina va deixar el conjunt espanyol per decisió pròpia a l'agost de 2013, a pocs dies del Campionat del Món de Kíev, després que se li comuniqués que era apartada de la titularitat. Segons la versió de Marina, després de comunicar-li a Sant Petersburg que no seria titular en el Mundial, la seleccionadora i l'entrenadora li van demanar que fingís una lesió perquè pogués assistir al Campionat Mundial de Kíev sense l'obligació de competir (ja que una norma de la FIG obliga al fet que totes les gimnastes inscrites en cada campionat hagin de competir en ell tret que existeixi una lesió), a la qual cosa ella es va negar. Aquesta versió difereix de la de l'equip nacional, que va manifestar per contra que després de la celebració de la Copa del Món de Sant Petersburg li van comunicar a Marina que directament no anava a ser convocada al Mundial de Kíev i, per tant, no viatjaria al mateix (pel que no hi hauria necessitat de d'usar aquest recurs). La decisió del cos tècnic del conjunt de deixar-la fora de la preparació mundialista va motivar que Marina decidís abandonar l'equip i posteriorment retirar-se. Actualment pertany a l'equip d' Animadores esportives oficials del Futbol Club Barcelona, conegut com a Dream Cheers, i estudia Dret a la Universitat Autònoma de Barcelona.

## Palmarès esportiu[calcitació]

### Selecció espanyola
| 2009 - Campionat d'Europa de Bakú 10é lloc per equips 24é lloc en concurs general - Jocs Mediterranis de Pescara 2009 14é lloc en concurs general - Campionat del Món de Mie 44é lloc en concurs general 2010 - Grand Prix de Marbella 20é lloc en concurs general 7é lloc en pilota - Campionat del Món de Moscou 14é lloc per equips 69é lloc en concurs general 2011 - Torneig Internacional Pas-du-Calais 4t lloc en concurs general Bronze en cèrcol 4t lloc en pilota 6é lloc en maces 5é lloc en cinta | 2013 - Grand Prix de Thiais Bronze en concurs general Plata en 10 maces 4t lloc en 3 pilotes i 2 cintes - Prova de la Copa del Món a Lisboa Or en concurs general 5é lloc en 10 maces Bronze en 3 pilotes i 2 cintes - Prova de la Copa del Món a Sofia 7é lloc en concurs general Plata en 10 maces 8é lloc en 3 pilotes i 2 cintes - Torneig Internacional Ciutat de Barcelona Or en concurs general - Prova de la Copa del Món a Sant Petersburg Bronze en concurs general 5é lloc en 10 maces |